# (5496) 1973 NA
(5496) 1973 NA — астероїд групи Аполлона, відкритий 4 липня 1973 року Елеанорою Ф. Хелін.
Найменша відстань перетину орбіт щодо Землі — 0,0898307 а. о.
Тіссеранів параметр щодо Юпітера — 2,532.